# Museo de la Radio
El Museo de la Radio se encuentra situado en Ponferrada, en la comarca de El Bierzo, provincia de León, comunidad autónoma de Castilla y León. El museo está situado en la Casa de los Escudos, casona solariega de estilo Barroco tardío e influencias Rococó, perteneciente a la familia García de las Llanas. 

## Historia
La Casa de los Escudos es del siglo XVIII, de estilo barroco tardío y rococó, construida por Francisco García de las Llanas, regidor perpetuo de la villa de Ponferrada, caballero de la Orden de Alcántara y capitán del Regimiento de Milicias de León. Los blasones del exterior corresponden a su linaje, el de la izquierda a la familia de las Llanas y el derecho a la familia Benero Rebollín, familia materna. 
El interior del museo fue rehabilitado en la década de los noventa y habilitado como museo, bajo proyecto museológico es obra de Jesús Álvarez Courel, en el año 2002-2003.

## El museo
El museo está compuesto por una colección de 200 receptores de radio de Luis del Olmo, siendo una de las más completas de España.
El objetivo del museo es dar a conocer la evolución técnica y estética de los receptores, y conocer la historia de la radio en España, con históricas audiciones de RNE, SER, COPE y Onda Cero entre otras.